# Vicente Cantos Figuerola
Vicente Cantos Figuerola (Burriana, 10 de diciembre de 1868-Madrid, 26 de diciembre de 1943) fue un abogado y político español, varias veces ministro durante los períodos de la Restauración y la Segunda República.

## Biografía
Nació en la localidad de Burriana el 10 de diciembre de 1868.
Realizó estudios de ciencias y derecho, en los cuales se licenciaría. Abogado de profesión, ingresó por oposición en el Cuerpo de Registradores de la Propiedad en 1896. Ejerció dicha profesión en la isla de Cuba, hasta su regreso a la península en 1898.
Militaría en el Partido Liberal, formando parte de la facción liberal-demócrata acaudillada por José Canalejas. En las elecciones de 1905 fue elegido diputado a Cortes por el distrito de Lucena del Cid, escaño que revalidaría consecutivamente durante los comicios de 1907, 1910, 1914, 1916, 1918, 1918, 1919 y 1923. Paralelamente, desempeñaría importantes puestos políticos. En el gobierno liberal presidido por José Canalejas ocupó el cargo de director general de los Registros y del Notariado. También ejercería en varias ocasiones como ministro de Fomento, con carácter interino.
Antiguo político liberal, con posterioridad se pasó a las filas del Partido Republicano Radical. Tras la proclamación de la Segunda República regresó a la política activa: en las elecciones a Cortes Constituyentes de 1931 obtuvo acta de diputado por la circunscripción de Castellón. En los comicios de 1933 revalidaría su escaño.
Fue ministro de Justicia entre el abril y octubre de 1934 en el gobierno que presidió Ricardo Samper, cartera que volvería a ocupar entre el 3 de abril y el 6 de mayo de 1935 en el gobierno formado por Alejandro Lerroux. En su haber estuvo la creación en 1934 del Colegio Nacional de Registradores de la Propiedad de España.
No volvió a desempeñar ningún puesto de relevancia. Falleció en Madrid en 1943.